# (230765) Alfbester
(230765) Alfbester est un astéroïde de la ceinture principale.

## Description
(230765) Alfbester est un astéroïde de la ceinture principale. Il fut découvert par Bernard Christophe le 15 décembre 2003 à l'observatoire de Saint-Sulpice. Il présente une orbite caractérisée par un demi-grand axe de 3,08 UA, une excentricité de 0,126 et une inclinaison de 8,19° par rapport à l'écliptique.
Il fut nommé en hommage à Alfred Bester, auteur américain de science-fiction.

## Compléments